# Stade Joseph-Moynat
Das Stade Joseph-Moynat ist ein Fußballstadion mit Leichtathletikanlage in der französischen Gemeinde Thonon-les-Bains im Département Haute-Savoie, Region Auvergne-Rhône-Alpes. Die Anlage im Osten des Landes bietet 5.000 Plätze.
Es ist benannt nach Joseph Moynat, einem Widerstandskämpfer im Zweiten Weltkrieg. Das Stadion war bis zum Aufstieg des Vereins 2010 in die Ligue 2 Heimstätte des FC Évian Thonon Gaillard. Der Verein spielte bis 2005 im Stade Municipal Louis Simon (2.000 Plätze) in Gaillard, das aber den Anforderungen der National (D3) nicht entsprach. So zog der Verein in das Stade Joseph-Moynat (5.000 Plätze) nach Thonon-les-Bains um.
Außerdem trägt im Stade Joseph-Moynat das American-Football-Team der Thonon Black Panthers seine Heimspiele aus.